# Suruceni
Suruceni – wieś i gmina w Mołdawii, w rejonie Ialoveni, w odległości 22 km na zachód od Kiszyniowa. W 2014 roku liczyła ok. 3 tys. mieszkańców.
W 1785 roku w Suruceni powstał klasztor św. Jerzego, wspólnota prawosławnych mniszek. Siostry uprawiają ziemię na skraju wioski i utrzymują dwa klasztorne kościoły, które są otwarte dla publiczności w określonych godzinach.